# Neopringlea
Neopringlea es un género con tres especies de plantas de flores perteneciente a la familia Salicaceae. 

## Especies seleccionadas
- Neopringlea integrifolia
- Neopringlea trinervia
- Neopringlea viscosa